# آزمایشگاه اتم سرد

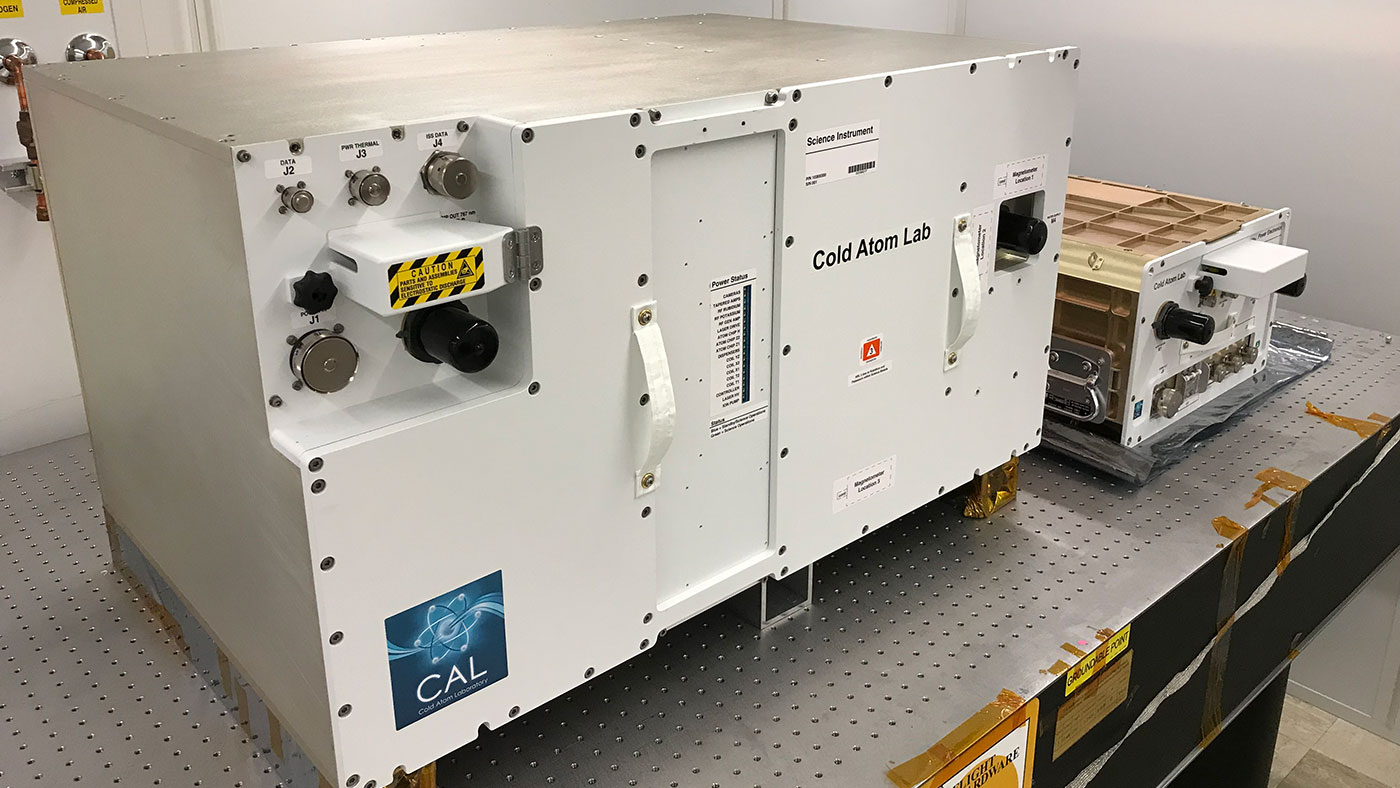
آزمایشگاه اتم سرد.

آزمایشگاه اتم سرد با نام اختصاری سی. آ. ال ابزاری آزمایشی توسط ناسا است که ابتدا در ژوئن سال ۲۰۱۷ برای پرتاپ به ایستگاه فضایی بین‌المللی برنامه‌ریزی شده بود. سپس تا زمان پرتاپ موشک اسپیس‌اکس در اوت ۲۰۱۷ این پروژه به تأخیر افتاد و سرانجام در تاریخ ۲۱ مه سال ۲۰۱۸ میلادی راه‌اندازی شد. این ابزار شرایط بسیار سردی را در محیط ریزگرانش ایستگاه بین‌المللی فراهم می‌سازد که منجر به شکل‌گیری حالتی از ماده تحت عنوان چگالش بوز-اینشتین می‌گردد. برای مطالعه این پدیده عجیب، به نام میعانات بوز-انیشتین، محققان باید اتمها را تا دمای بالاتر از صفر مطلق خنک کنند، نقطه‌ای که اتم‌ها کمترین انرژی را دارند و نزدیک به بی‌تحرک هستند. شرایط و دمای بسیار سردی که این ابزار فراهم می‌نماید بسیار سردتر از دمایی است که در آزمایشگاه‌های مشابه روی زمین ایجاد گردیده‌است. حرکت اتم‌ها همزمان با کاهش درجه حرارت به نزدیکی دمای به شدت سرد به گونه‌ای همانند رقصیدن است و محققان ناسا از عبارت رقصندگان در معیت هم‌سُرایان برای آن استفاده کرده‌اند.
در روی زمین نیروهای گرانشی غالباً این وضعیت حساس را در فرایندی چند ثانیه‌ای مختل می‌نمایند، بنابراین فیزیکدانان تلاش بسیاری داشتند تا این شیوه آزمایش‌ها را در شرایط بی‌وزنی فضا به سرانجام برسانند. در یک آزمایش فضایی (تحت محیط ریزگرانش) حداکثر در طول ۲۰ ثانیه می‌توان از سکون به دمای ۱ پیکوکلوین دست یافت. دمایی نزدیک به صفر کلوین معادل منفی ۲۷۲/۱۵ درجه سیلسیوس توسط آزمایشگاه اتم سرد ایجاد گردید که نزدیکترین دما به مقیاس صفر مطلق کلوین برابر با ۲۷۳٫۱۵- سانتیگراد (۴۵۹٫۶۷- فارنهایت) است. پروسه‌ای که می‌تواند منجر به شناخت بهتر مکانیک کوانتومی و بررسی پدیده‌ها به همراه آزمایش برخی از اساسی‌ترین قوانین فیزیک گردد. مأموریت اولیه آزمایشگاه اتم سرد ممکن است نیازمند ۱۲ ماه و حداکثر ۵ سال برای بسط و گسترش عملیات و تحقیقات در این زمینه باشد.